# 増岡義教
増岡 義教（ますおか よしのり）は、日本の元アマチュア野球選手（投手）。

## 経歴
八尾高等学校では、1967年夏の甲子園府予選準々決勝に進むが近大付高に完封負け。同志社大学に進学。当時の関西六大学野球リーグは、エース山口高志を擁する関大の全盛期であったが、1971年春季リーグでは10勝を記録し優勝を飾る。
卒業後は 三菱重工神戸に入社、パームボールを武器に活躍する。1974年の社会人野球日本選手権では準々決勝に進み、国鉄四国の落合登と投手戦を展開するが、0-1で9回サヨナラ負けを喫する。同大会の優秀選手賞を獲得。1976年の都市対抗でも準決勝に進出。しかし日本鋼管に延長10回敗退。同年のアマチュア野球世界選手権日本代表となる。1977年の都市対抗は神戸製鋼に補強され出場。登記欣也との二本柱で勝ち進み、決勝では熊谷組を完封、初優勝を飾った。同大会の橋戸賞を獲得し、インターコンチネンタルカップ日本代表、社会人ベストナインにも選出されるが、同年限りで引退。引退後は地元の明石で家業を継ぐ傍らで徳島商を25年に渡り指導、その他育英高等でも投手の育成に力を注いだ。